# Canoe River (Lac Île-à-la-Crosse)
Der Canoe River (englisch für „Kanu-Fluss“) bildet den etwa 40 km langen Abfluss des Canoe Lake zum Lac Île-à-la-Crosse in der kanadischen Provinz Saskatchewan.
Der Fluss verlässt den Canoe Lake an dessen Nordostufer. Er fließt in überwiegend nordöstlicher Richtung. Dabei nimmt er den Apps River von links auf. Vor seiner Mündung am Westufer des vom Churchill River durchflossenen Lac Île-à-la-Crosse überquert der Saskatchewan Highway 155 den Fluss. Die Abflüsse der Seen Arsenault Lake und Keeley Lake münden in den Canoe Lake. Das Einzugsgebiet des Canoe River umfasst etwa 4730 km². Der mittlere Abfluss beträgt 9 m³/s.